# 1-я гвардейская смешанная авиационная дивизия
1-я гвардейская смешанная авиационная Свирская Краснознамённая дивизия (1 гв.сад) — воинское соединение Вооружённых Сил СССР, принимавшее участие в Великой Отечественной войне.

## История наименований
- ВВС 14-й армии;
- 258-я истребительная авиационная дивизия;
- 258-я смешанная авиационная дивизия;
- 258-я смешанная авиационная Свирская дивизия;
- 1-я гвардейская смешанная авиационная Свирская дивизия;
- 1-я гвардейская смешанная авиационная Свирская Краснознамённая дивизия;
- 16-я гвардейская истребительная авиационная Свирская Краснознамённая дивизия;
- Полевая почта 35419;
- Полевая почта 59504 (после октября 1953 года).

## История
Дивизия сформирована 24 августа 1943 года путём преобразования 258-й смешанной авиационной Свирской дивизии.

## Переформирование дивизии
1-я гвардейская смешанная авиационная Свирская Краснознамённая дивизия 11 ноября 1944 года была переформирована в 16-ю гвардейскую истребительную авиационную Свирскую Краснознамённую дивизию.

## В действующей армии
В составе действующей армии:
- c 24 августа 1943 года по 11 ноября 1944 года.

## Командиры дивизии
| Звание    | Имя                       | Период                  | Примечание |
| --------- | ------------------------- | ----------------------- | ---------- |
| Полковник | Шанин Герман Аркадьевич   | 24.08.1943 — 01.07.1944 |            |
| полковник | Пушкарёв Фёдор Степанович | 01.07.1944 — 11.11.1944 |            |

## Подчинение
| Дата            | Фронт (округ)    | Армия                | Корпус                   | Примечания |
| --------------- | ---------------- | -------------------- | ------------------------ | ---------- |
| 24.08.1944 года | Карельский фронт | 7-я воздушная армия  | -                        | -          |
| 07.11.1944 года | Ставка ВГК       | 14-я армия           | ВВС 14-й армии           | -          |
| 15.11.1944 года | Ставка ВГК       | 14-я отдельная армия | ВВС 14-й отдельной армии | -          |

## Состав

### ВОВ
| Полк                                                | Период                     | Примечание       |
| --------------------------------------------------- | -------------------------- | ---------------- |
| 214-й штурмовой авиационный полк                    | 23.02.1944 —               | аэродром Кица    |
| 17-й гвардейский штурмовой авиационный полк         | 24.08.1944 — 11.11.1944 г. | Убыл в 261-ю шад |
| 19-й гвардейский истребительный авиационный полк    | 24.08.1944 — 11.11.1944 г. |                  |
| 20-й гвардейский истребительный авиационный полк    | 24.08.1944 — 11.11.1944 г. |                  |
| 29-й гвардейский истребительный авиационный полк    | 05.09.1944 — 28.09.1944 г. | Убыл в 324-ю иад |
| 114-й гвардейский бомбардировочный авиационный полк | 24.08.1944 — 01.09.1944 г. |                  |
| 152-й истребительный авиационный полк               | 24.08.1944 — 11.11.1944 г. |                  |
| 773-й истребительный авиационный полк               | 28.09.1944 — 11.11.1944 г. |                  |

## Участие в операциях и битвах
- Свирско-Петрозаводская операция[2] — с 21 июня 1944 года по 9 августа 1944 года
- Петсамо-Киркенесская операция[2] — с 7 октября 1944 года по 29 октября 1944 года

С 15 ноября 1944 года 14-я армия преобразована в отдельную и заняла оборону по государственной границе СССР с Норвегией и Финляндией. Дивизия, входящая в состав ВВС армии выполняла задачи ПВО.

## Награды
1-я гвардейская смешанная авиационная Свирская дивизия награждена орденом Боевого Красного Знамени за образцовое выполнение заданий командования в боях с немецкими захватчиками, за овладение городом Петсамо (Печенга) и проявленные при этом доблесть и мужество.

## Почётные наименования
1-й гвардейской смешанной авиационной дивизии за успешные действия в ходе Свирско-Петрозаводской операции приказом Верховного Главнокомандующего присвоено почётное наименование «Свирская».

## Благодарности Верховного Главнокомандующего
- за овладение городом Петсамо (Печенга)[7].
- за освобождение района Никель, Ахмалахти, Сальмиярви[8].
- за овладение городом Киркенес[9].
- за освобождение Печенгской области[10].

## Отличившиеся воины дивизии
- Дмитрюк Григорий Федосеевич, капитан, командир эскадрильи 19-го гвардейского истребительного авиационного полка 1-й гвардейской смешанной авиационной дивизии 7-й воздушной армии 2 ноября 1944 года удостоен звания Герой Советского Союза. Золотая Звезда № 4313.

## Базирование
| Период                  | Аэродромы                  |
| ----------------------- | -------------------------- |
| 24.08.1944 — 11.11.1944 | Мурмаши Мурманской области |